# Schwarzwald-Baar-Kreis
Schwarzwald-Baar-Kreis este un district rural (în germană Landkreis) din landul Baden-Württemberg, Germania.